# Ломна-Ляс
Ломна-Ляс (пол. Łomna-Las) — село в Польщі, у гміні Чоснув Новодворського повіту Мазовецького воєводства.
У 1975-1998 роках село належало до Варшавського воєводства.